# Pamětní kámen posledního úlovku Karla Maxe Lichnovského
Pamětní kámen posledního úlovku Karla Maxe Lichnovského se nachází poblíž silnice II/466 v obci Chuchelná nedaleko od česko-polské státní hranice v Opavské pahorkatině v okrese Opava v Moravskoslezském kraji.

## Další informace
Pamětní kámen připomíná poslední lov místního populárního knížete, kterým byl Karl Max von Lichnowsky z Voštic (česky psáno Lichnovský), který poblíž u osady Resta, dne 21. srpna 1927 zastřelil kapitálního srnce obecného. Kámen nechali zhotovit lesní zaměstnaci jako připomínku této události a jako výraz úcty a poděkování za možnost využívání pozemků rodu. K financování pamětního kamene využili sbírku. Kámen byl slavnostně odhalen dne 12. srpna 1930. Na kameni jsou německé nápisy a na místě je také turistické odpočívadlo a informační tabule. Místo bylo také upraveno z finančních prostředků projektu „Na kole za poznáním historie – stezkou rodu Lichnovských“ obcí Chuchelná a sousedních, polských Krzanowic.

## Galerie

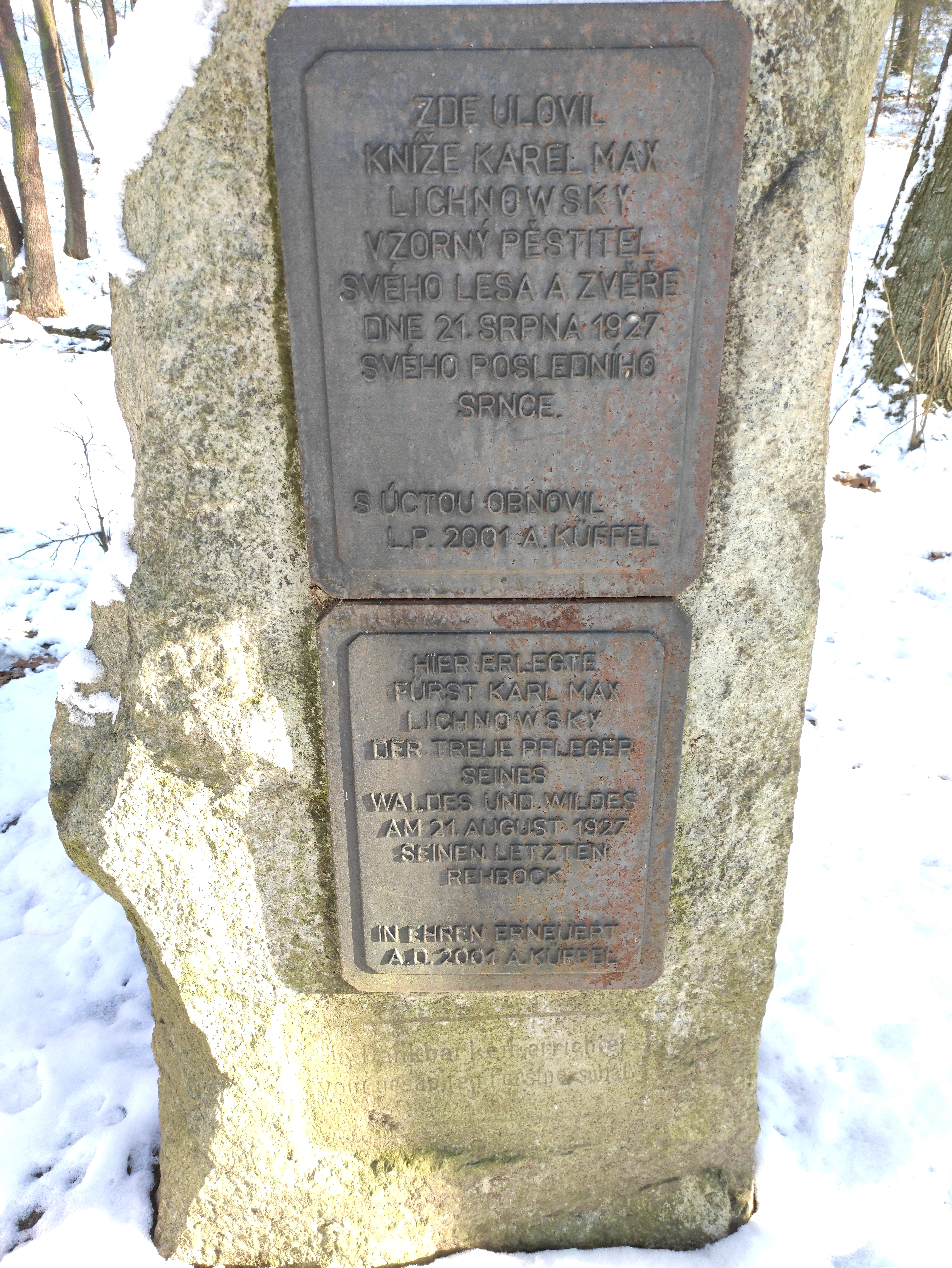
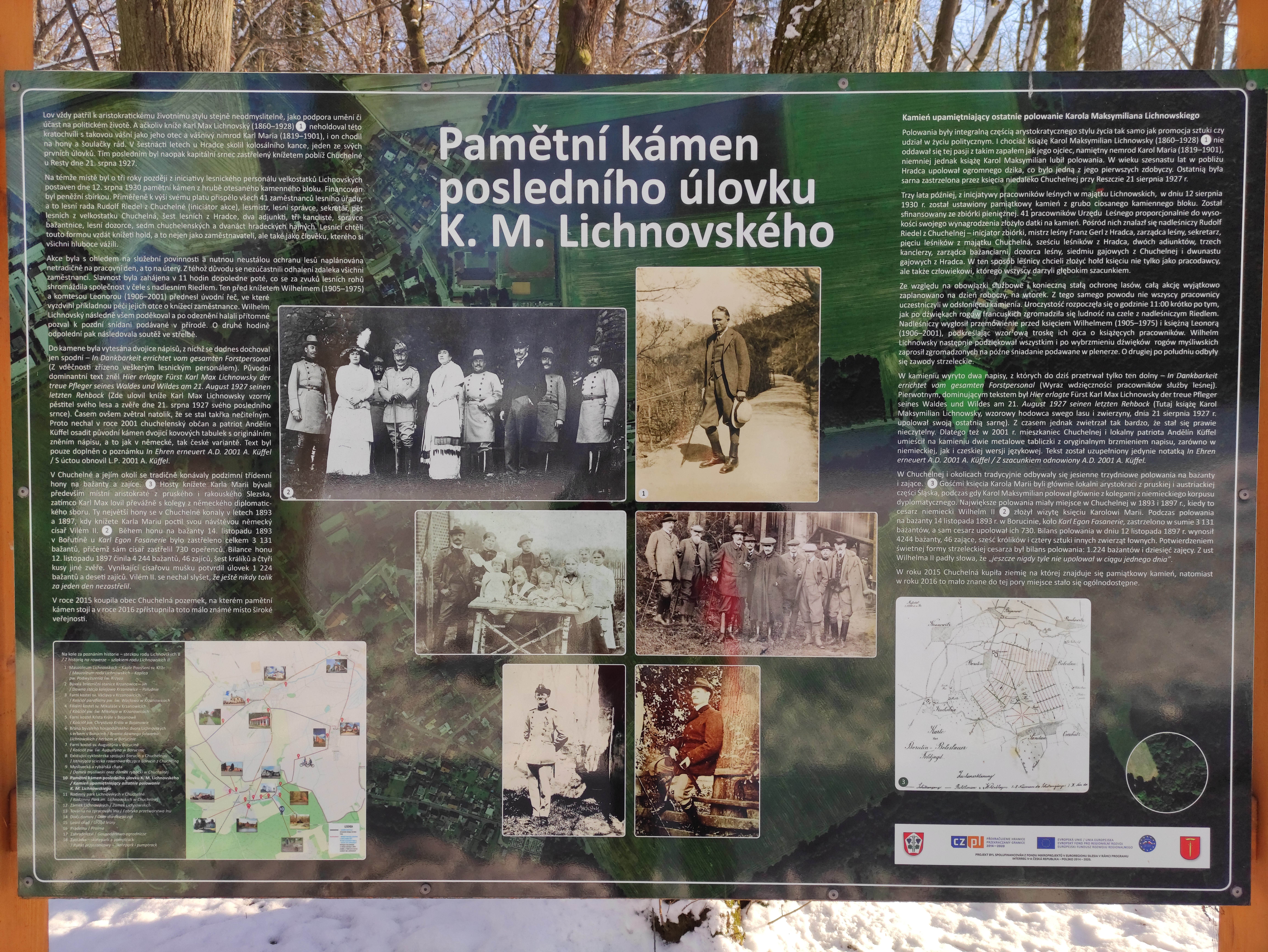
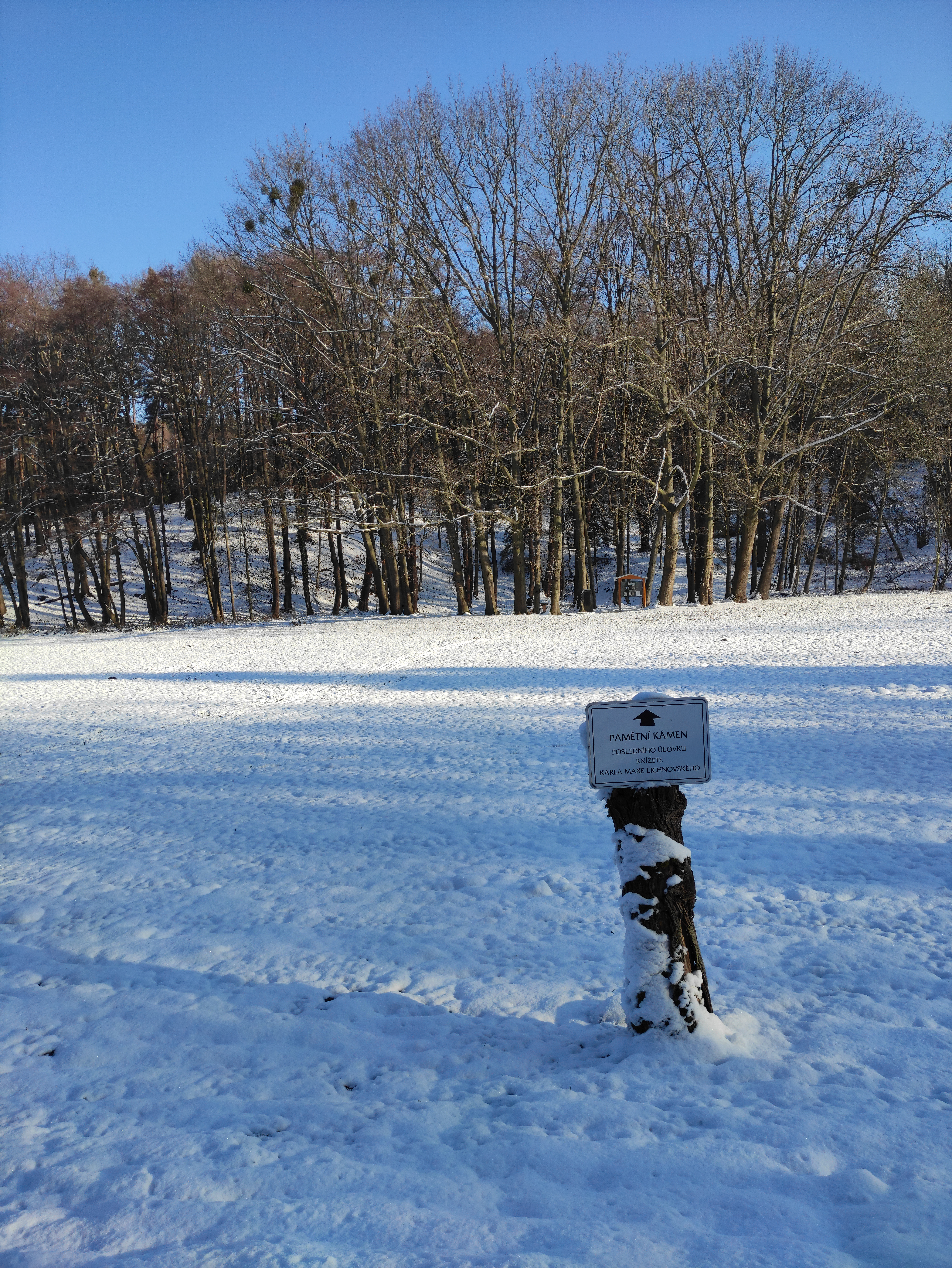